# Chionaema puella
Chionaema puella är en fjärilsart som beskrevs av Moore 1859. Chionaema puella ingår i släktet Chionaema och familjen björnspinnare. Inga underarter finns listade i Catalogue of Life.